# Marketing Investment Group
Marketing Investment Group Spółka Akcyjna – przedsiębiorstwo specjalizujące się w branży modowej w zakresie handlu detalicznego i hurtowego z siedzibą w Krakowie. Od 30 lat rozwija swoją obecność w regionie Europy Środkowo-Wschodniej poprzez sieć salonów multibrandowych: Sizeer, 50 style i Symbiosis – których jest właścicielem, a także marki Timberland, Umbro, Lotto i New Era – których jest dystrybutorem. Spółka jest również producentem konfekcji i obuwia streetwearowej marki Confront, Feewear i brandu up8 dla aktywnych.

## Działalność
Sieć sprzedaży firmy to blisko 400 sklepów własnych i działających w modelu franczyzy, zlokalizowanych w takich krajach, jak Polska, Czechy, Słowacja, Niemcy, Austria, Litwa, Łotwa, Estonia, Węgry i Rumunia.
Sprzedaż detaliczną organizacji uzupełnia model e-commerce w oparciu o rozbudowane kanały omnichannel, do którego należą takie e-sklepy, jak e-sizeer.com, e-timberland.pl, 50style.com, NewEra.pl, symbiosis.com.pl, GaleriaMarek.pl, butysportowe.pl.

W 2019 firma znalazła się wśród 500 największych polskich przedsiębiorstw według rankingu Top 2000 dziennika Rzeczpospolita. 

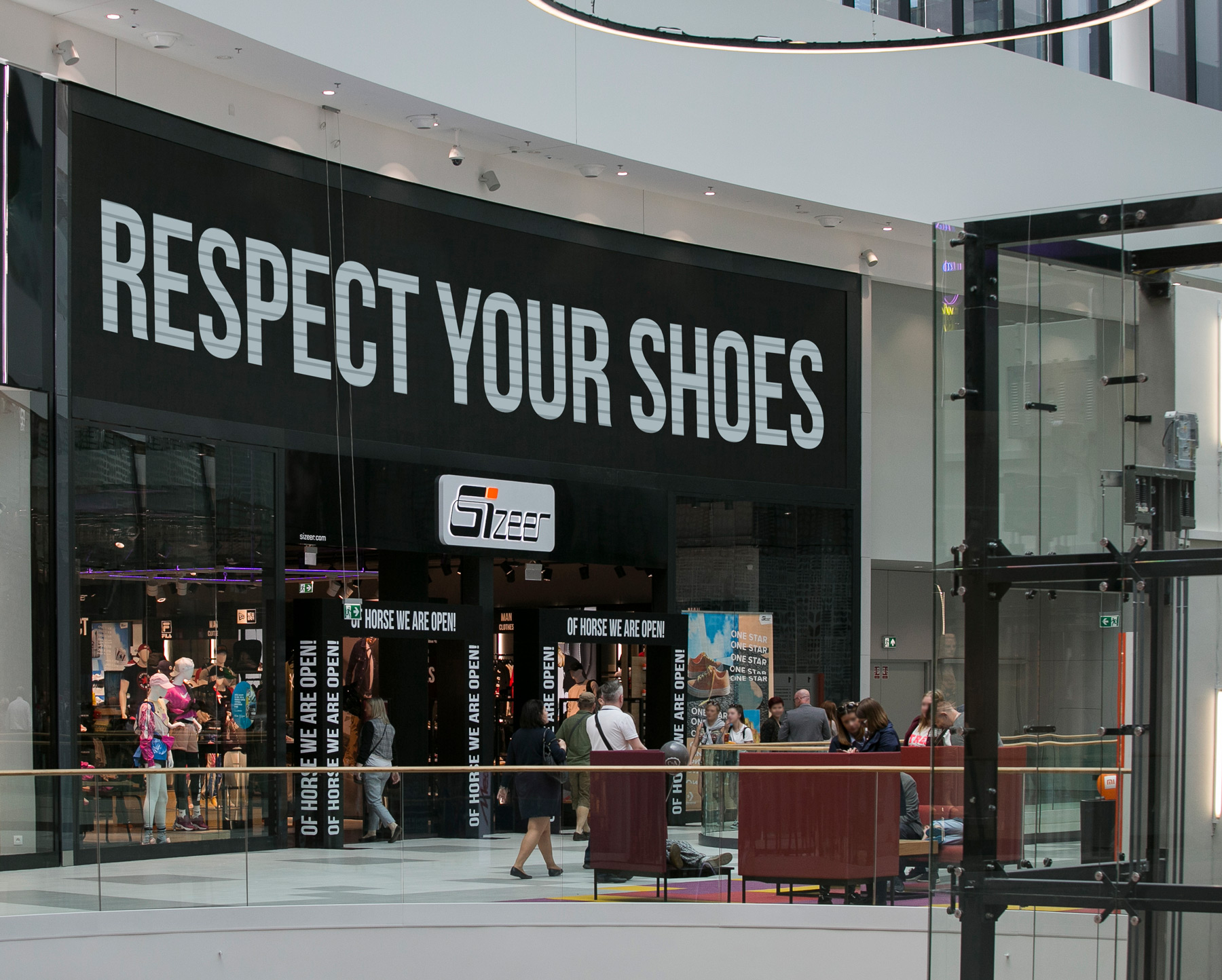
Salon Sizeer
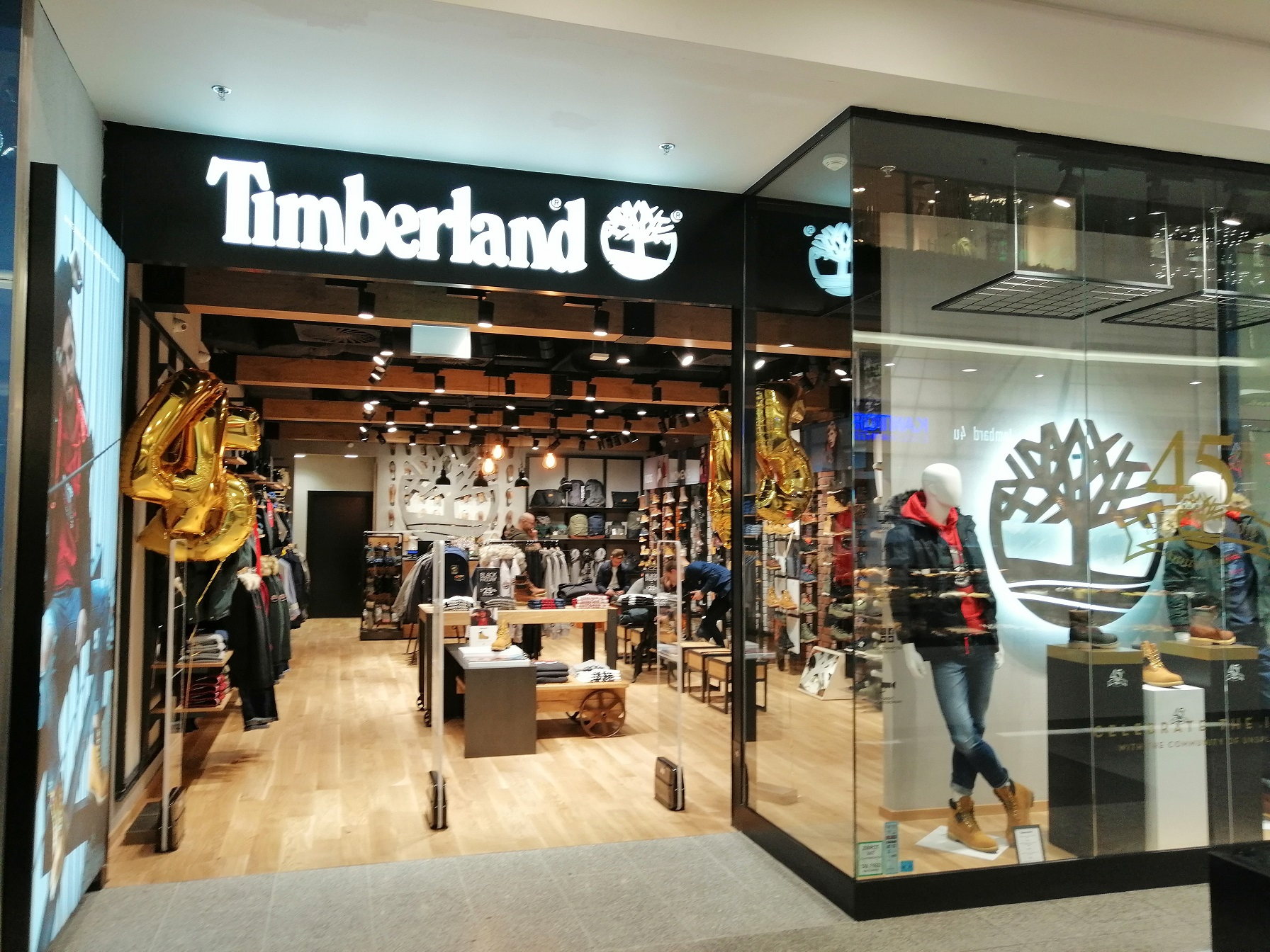
Salon Timberland
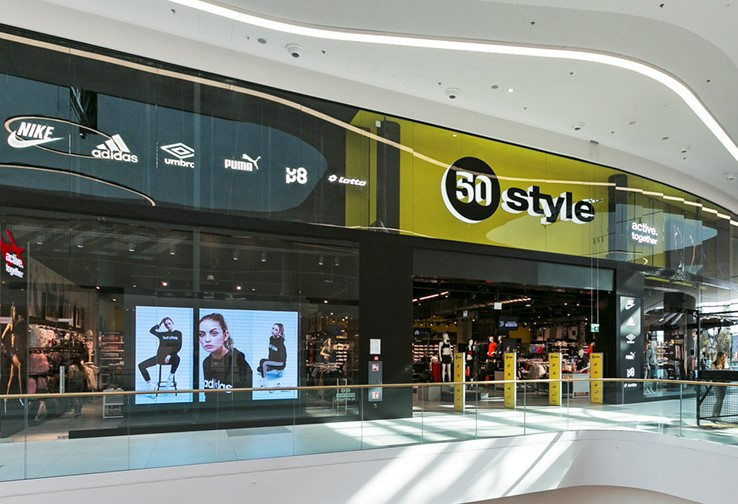
Salon 50 Style
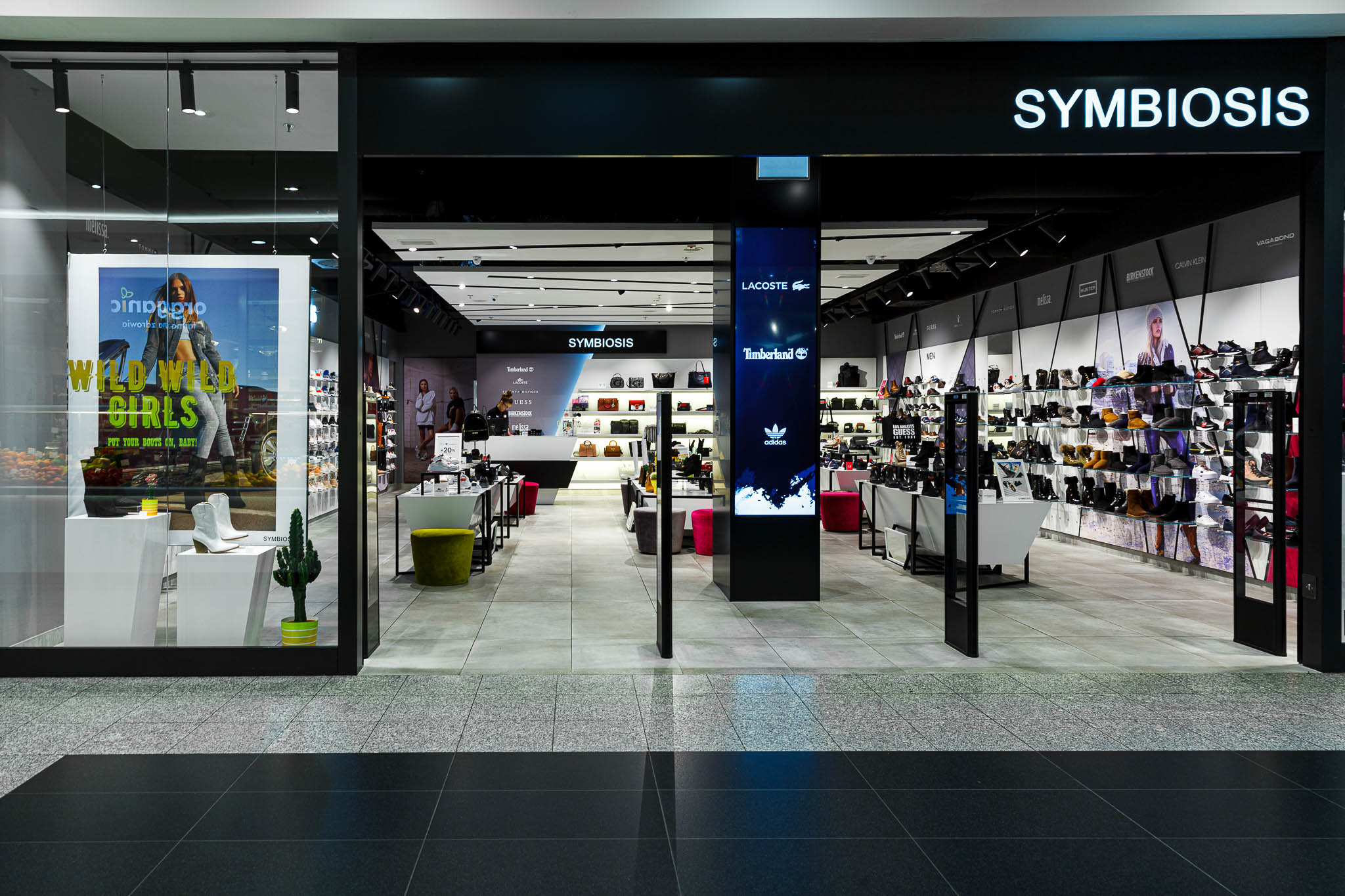
Salon Symbiosis

## Wybrane nagrody i wyróżnienia
- 2001 – wyróżnienie od Adidas Poland za rozwój sieci handlowej „Athlete’s Foot(inne języki)”
- 2007 – „Laur Odpowiedzialności”[13] – wyróżnienie dla Timberland za „Dobre Praktyki CSR”
- 2010 – „Laur Konsumenta[14]” dla strategii odpowiedzialnego społecznie biznesu Timberland
- 2013 – „Idea Awards” dla kampanii New Wave – Sizeer[15]
- 2014 – wyróżnienie w plebiscycie Gazele Biznesu
- 2015 – sieci sklepów należące do firmy zdobyły „Laur Konsumenta 2015” – w trzech kategoriach[16]: Sizeer – jako multibrandowa sieć salonów streetlife/lifestyle, 50 Style – multibrandowa sieć salonów sport/lifestyle i Timberland – multibrandowa sieć salonów smart casual.
- 2014 – 2017 – cztery lata z rzędu przedsiębiorstwo otrzymało tytuł „Solidny Pracodawca”[17][18][19][20]
- 2019 – „Firma o Wielkim Sercu” za wsparcie akcji charytatywnej „Zamiast”[21]. Pod koniec roku firma została nominowana do prestiżowej nagrody Retailers’ Awards 2020, przyznawanej przez Shopping Center Forum (SCF)[22].